# Rugby-Union-Südamerikameisterschaft 2000
Die Rugby-Union-Südamerikameisterschaft 2000 (spanisch Sudamericano de Rugby 2000) war die 22. Ausgabe der südamerikanischen Kontinentalmeisterschaft in der Sportart Rugby Union. Teilnehmer waren die Nationalmannschaften von Chile und Uruguay sowie die Reserve-Nationalmannschaft Argentiniens. Ursprünglich sollte auch die Nationalmannschaft Paraguays mitspielen, doch einige Tage vor dem Start zog der Verband sie mit der Begründung zurück, dass sie nicht konkurrenzfähig sei. Austragungsort aller Spiele war Uruguays Hauptstadt Montevideo. Den Titel gewann zum 21. Mal Argentinien.
Der organisierende Kontinentalverband CONSUR (heute Sudamérica Rugby) führte in diesem Jahr eine B-Division ein, die drei weitere Nationalteams aus Brasilien, Peru und Venezuela umfasste. Alle Spiele wurden in São Paulo ausgetragen.

## Division A

### Tabelle
Für einen Sieg gab es drei Punkte, für ein Unentschieden zwei Punkte, bei einer Niederlage einen Punkt.
|    | Land           | Spiele | Siege | Unent. | Ndlg. | Spiel- punkte | Diff. | Tabellen- punkte |
| -- | -------------- | ------ | ----- | ------ | ----- | ------------- | ----- | ---------------- |
| 1. | Argentinien XV | 2      | 2     | 0      | 0     | 47:35         | + 12  | 6                |
| 2. | Uruguay        | 2      | 1     | 0      | 1     | 30:38         | − 8   | 4                |
| 3. | Chile          | 2      | 0     | 0      | 2     | 25:29         | − 4   | 2                |
| 4. | Paraguay       | 0      | 0     | 0      | 0     | 0:0           | ± 0   | 0                |

### Ergebnisse
| 12. November 2000 | Uruguay                                                      | 11 : 9        | Chile                     | Carrasco Polo Club, Montevideo Schiedsrichter: Ricardo Ponce de León (Argentinien) |
| 12. November 2000 | Versuche: Amarillo Straftritte: Amarillo Dropgoals: Amarillo | (5:6) Bericht | Straftritte: González (3) | Carrasco Polo Club, Montevideo Schiedsrichter: Ricardo Ponce de León (Argentinien) |

| 16. November 2000 | Argentinien XV                                                                  | 18 : 16 | Chile                                                         | Montevideo Cricket Club, Montevideo Schiedsrichter: A. Chouldjam |
| 16. November 2000 | Versuche: Higgs Viassiolo Erhöhungen: Macat Straftritte: Macat Dropgoals: Macat | Bericht | Versuche: Coda Erhöhungen: González Straftritte: González (3) | Montevideo Cricket Club, Montevideo Schiedsrichter: A. Chouldjam |

| 18. November 2000 | Uruguay                                                  | 19 : 29        | Argentinien XV                                                                    | Carrasco Polo Club, Montevideo Schiedsrichter: Cristián Belmont (Paraguay) |
| 18. November 2000 | Versuche: Amarillo Berruti Capo Erhöhungen: Menchaca (2) | (0:21) Bericht | Versuche: dalla Fontana Macat Sambucetti Erhöhungen: Macat Straftritte: Macat (4) | Carrasco Polo Club, Montevideo Schiedsrichter: Cristián Belmont (Paraguay) |

## Division B

### Tabelle
Für einen Sieg gab es drei Punkte, für ein Unentschieden zwei Punkte, bei einer Niederlage einen Punkt.
|    | Land      | Spiele | Siege | Unent. | Ndlg. | Spiel- punkte | Diff. | Tabellen- punkte |
| -- | --------- | ------ | ----- | ------ | ----- | ------------- | ----- | ---------------- |
| 1. | Brasilien | 2      | 2     | 0      | 0     | 83:12         | + 71  | 6                |
| 2. | Venezuela | 2      | 1     | 0      | 1     | 66:43         | + 23  | 4                |
| 3. | Peru      | 2      | 0     | 0      | 2     | 13:107        | − 94  | 2                |

### Ergebnisse
| 12. November 2000 | Brasilien | 53 : 0 | Peru | São Paulo Athletic Club, São Paulo |
| 12. November 2000 |           |        |      | São Paulo Athletic Club, São Paulo |

| 15. November 2000 | Peru | 13 : 54 | Venezuela | São Paulo Athletic Club, São Paulo |
| 15. November 2000 |      |         |           | São Paulo Athletic Club, São Paulo |

| 18. November 2000 | Brasilien | 30 : 12 | Venezuela | São Paulo Athletic Club, São Paulo |
| 18. November 2000 |           |         |           | São Paulo Athletic Club, São Paulo |